# Tardu
Tardu ali Tarduš jabgu je bil sin Istemija in od okoli 575 do 603 drugi jabgu Zahodnega turškega kaganata, * ni znano, † 603.  

## Imena
Tardujevo turško vladarsko ime je bilo Tarduš, 𐱃𐰺𐰑𐰆𐱁, Ταρδου, kitajsko: 達頭可汗/达头可汗; pinjin: dátóu kěhàn; Wade–Giles: ta-t'ou k'o-han, osebno ime 阿史那玷厥; āshǐnà diànjué; a-shih-na tien-chüeh. Po Levu Gumilevu je bilo njegovo osebno ime Kara-Čurin-Turk (Кара Чурин Тюрк). Ko je po smrti Tulan kagana podjarmil vzhodno polovico kaganata, je privzel vladarsko ime Bilge (Modri) kagan. 

## Ozadje
Prvi turški kaganat je bil obsežen kaganat (cesarstvo), ki se je raztezal od Mandžurije in Velikega kitajskega zidu na vzhodu do Črnega morja na zahodu.
Upravljanje celotnega kaganata iz ene same prestolnice ni bilo mogoče. Vzhodnemu delu je neposredno vladal kagan (cesar), zahodni del pa je v kaganovem imenu upravljal jabgu (vazal). Glavno mesto zahoda je bil Ordukent (Sujab) v današnjem Kirgizistanu. Prvi jabgu je bil kaganov brat Istemi, drugi pa Istemijev sin Tardu.  

## Obdobje državljanske vojne
Tardu je postal jabgu okoli leta 575. Tisto leto se je srečal z bizantinskim odposlancem Valentinijem. Tardu je bil ambiciozen vladar 
in sklenil priti na oblast v celem kaganatu. Svojo priložnost je videl leta 581, ko je kagan Taspar umrl. Taspar je za svojega naslednika izbral Mukan kaganovega sina, Talopiena in ne svojega sina Anluja. Gokturški kurultaj (svet plemenskih poglavarjev), pooblaščen za imenovanje novega kagana, ni hotel upoštevati volje prejšnjega kagana in je za njegovega naslednika imenoval sina prejšnjega kagana, ta pa je za novega kagana priznal Išbara kagana. Za Tarduja je bila izvolitev dober povod, da se je vmešal v dogajanje. Z vojsko je podprl Talopiena, Išbara pa je za zaščito zaprosil Kitajsko, ki je oba izigrala. 

## Pozna leta
Medtem ko je vzhodni del kaganata trpel zaradi državljanske vojne, je Tardu čakal na primeren trenutek za uresničitev svojih načrtov. Po bitki pri Blaratonu  v sasanidski Perziji leta 591 je Bahram Čobin, kratkotrajni sasanidski cesar, zaprosil za azil v zahodnih Turkih.
Leta 599 se je Tardu razglasil za kagana združenega vzhodnega in zahodnega kaganata, vendar njegov novi status ni bil splošno priznan. Verjetno zato, da bi prepričal kurultaj, je začel pohod proti Kitajski. Cilj njegovega pohoda je bil predaleč na vzhodu in njegova vojska je med dolgim pohodom skozi stepo močno trpela zaradi vodnjakov z zastrupljeno vodo. Nazadnje se je moral brez resnega boja umakniti. Poraz je bil zanj katastrofalen. Po uporu svojih podložnikov je leta 603 ali 604 izginil, verjetno zato, ker so ga ubili. 
Na zahodu ga je nasledil Talopienov sin Niri kagan. 

## Družina
Tardu je imel sinova  
- Tuluja in
- Kulug Sibirja.

Njegova vnuka sta bila Tulujeva sinova Šeguj in Tong jabgu.